# Meteorango Kid: Herói Intergalático
Meteorango Kid: Herói Intergalático é um filme brasileiro do gênero drama, dirigido por André Luiz Oliveira e lançado em 1969.
Em 2015, foi eleito pela ABRACCINE como um dos 100 melhores filmes brasileiros de todos os tempos.

## Sinopse
O filme narra, de maneira anárquica e irreverente, as aventuras de Lula (Antônio Luiz Martins), um estudante universitário, no dia do seu aniversário. De forma absolutamente despojada, mostra, sem rodeios, o perfil de um jovem desesperado, representante de uma geração oprimida pela ditadura militar e pela moral retrógrada de uma sociedade passiva e hipócrita. O anti-herói intergalático atravessa este labirinto cotidiano através das suas fantasias e delírios libertários, deixando atrás de si um rastro de inconformismo e um convite à rebelião em todos os níveis.

## Produção
O diretor André Luiz Oliveira escreveu o roteiro do filme durante o verão de 1968 e 1969, após ter vencido um prêmio no Festival Amador Jornal do Brasil/Mesbla por seu curta-metragem Doce Amargo, inspirado em suas próprias experiências com a ruptura com vínculos familiares e o uso de substâncias psicodélicas, e tinha o título inicial de O Mais Cruel dos Dias, com influência do movimento tropicalista, em voga na época. O título oficial é uma referência a uma canção intitulada "Meteorango", do músico Tuzé de Abreu, que o diretor admirava. A música do filme foi feita por Moraes Moreira e Luiz Galvão, mais conhecidos posteriormente como integrantes do grupo Novos Baianos, cujo membro Pepeu Gomes também aparece no filme fazendo uma ponta, aos 16 anos. O filme é comumente associado ao movimento do Cinema Marginal, apesar do diretor discordar de tal definição.
O filme foi produzido em Salvador, no ano de 1969, e teve sua estreia no V Festival de Brasília em 1969, com seu lançamento oficial nos cinemas ocorrendo em 18 de maio de 1970.

## Elenco
- Antônio Luiz "Lula" Martins - Lula
- Manoel Costa Junior (Caveirinha)
- Milton Gaúcho
- Nilda Spencer
- Carlos Bastos
- Antonio Vianna
- Aidil Linhares
- Sônia Dias
- Ana Lúcia Oliveira
- João Di Sordi
- Pepeu Gomes